# Johann Carl Stoltze
Johann Carl Stoltze (* Ende des 17. Jahrhunderts; † 1746 in Berlin) war ein preußischer Architekt und Baubeamter. Unter Friedrich Wilhelm I. gehörte er nach Böhmes Tod neben Philipp Gerlach und dessen Mitarbeiter Horst sowie Johann Gottfried Kemmeter zu den namhaftesten Architekten.

## Leben
Über Stoltzes Herkunft, Ausbildung und frühe Tätigkeit ist nichts bekannt. Vom Militär kommend war er vorwiegend als Bauleiter tätig. Von 1718 bis 1738 erwarb er sich Verdienste bei der Urbarmachung des Königlichen Amts Königshorst zwischen Nauen und Fehrbellin, ab 1734 zusammen mit Kemmeter. Diese Tätigkeit trug ihm 1734 die Ernennung zum Oberbaudirektor und Kriegs- und Domänenrat bei der Kurmärkischen Kammer ein. Zusammen mit Friedrich Wilhelm Dieterichs, Philipp Wilhelm Nuglisch und Kemmeter bildete er 1734 die Untersuchungskommission zum Einsturz des Turms der von Johann Friedrich Grael errichteten Petrikirche. Eine Woche nach Graels Verhaftung wurde er am 11. Januar 1735 zu dessen Nachfolger ernannt. Aus gesundheitlichen Gründen nahm er 1740 seinen Abschied. Betrügerische Manipulationen um das Bauhofgrundstück, die Stoltzes Nachfolger Christian Friedrich Feldmann untersuchte, zwangen die Erben zur Rückgabe des Besitzes an den Staat. Außer in Berlin baute Stoltze u. a. in Potsdam (Ausbau der Garnisonkirche, 1737) und Frankfurt (Oder) (Stadthof und Schule).
Verheiratet war er mit Catharina Maria Kottler, mit der er die Kinder Johann Ludwig und Charlotte Wilhelmine Catharina (1732–1785) hatte.

## Bauten

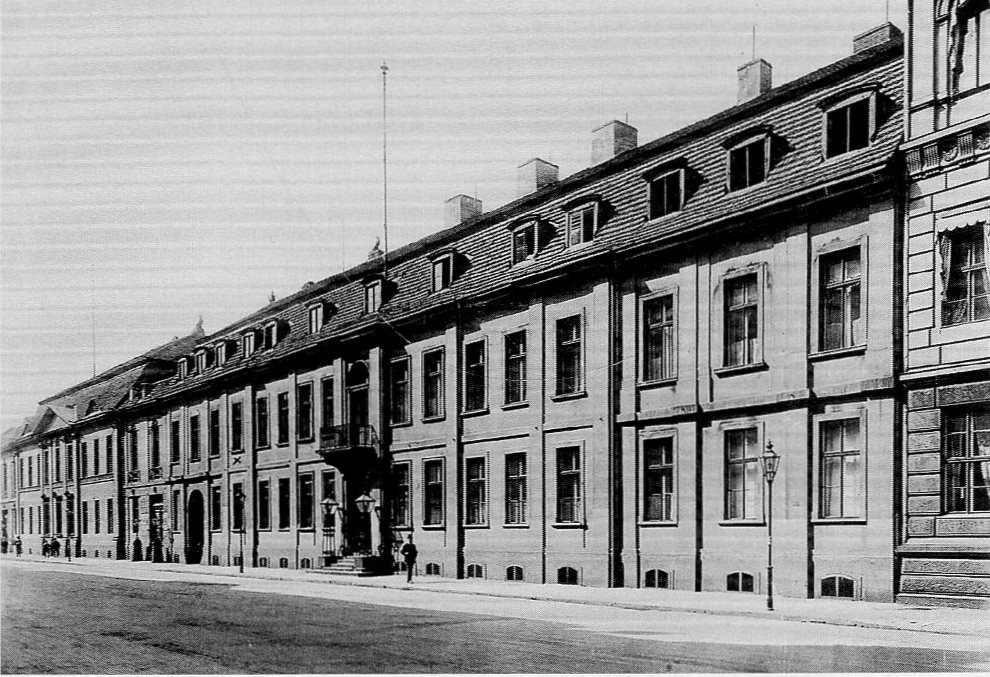
Das Deckersche Haus, vormals Palais Stoltze, Aufnahme aus den 1870er Jahren

- 1723: Fertigstellung des Cöllnischen Rathauses (nach den stark veränderten Entwürfen von Martin Grünberg, unter Mitwirkung von Michael Kemmeter)
- 1726–1730: Leitung der Regulierung und Erweiterung Spandaus
- 1726–1730: Umbau des Rathauses in Spandau[3]
- 1734–1736: Palais Osten, Unter den Linden 4 (1879 abgerissen)
- 1735: Johanneskirche in Spandau (Ausführung ab 1750 durch Christian Friedrich Feldmann)
- 1735–1738: eigenes Wohnhaus, Wilhelmstraße 75 (sog. Deckersches Haus, kriegszerstört)
- 1738: Turm der Petrikirche (Bauleitung mit Titus de Favre, Bau nicht vollendet)
- 1737–1739: Dreifaltigkeitskirche in Berlin (Entwurfsmitarbeit bei Favre (evtl.) und Beteiligung an der Ausführung zusammen mit Christian August Naumann)
- 1737: Weiterbau des Palais Happe, Leipziger Straße 5–7 (begonnen von Friedrich Wilhelm Dieterichs)
- 1737–1739: drei Pfarrhäuser an der Ecke Taubenstraße / Kanonierstraße (seit 1951 Glinkastraße) (Mitarbeit bei Favre, unter Denkmalschutz)[4]